# Eisschnelllauf-Einzelstreckenweltmeisterschaften 2017
Die 18. Eisschnelllauf-Einzelstreckenweltmeisterschaften wurden vom 9. bis zum 12. Februar 2017 im Gangneung Oval in Gangneung, Südkorea ausgetragen.

## Bilanz

### Medaillenspiegel
| Platz  | Land                | Gold | Silber | Bronze | Gesamt |
| ------ | ------------------- | ---- | ------ | ------ | ------ |
| 1      | Niederlande         | 8    | 3      | 4      | 15     |
| 2      | Vereinigte Staaten  | 3    | -      | 1      | 4      |
| 3      | Japan               | 1    | 3      | 1      | 5      |
| 4      | Tschechien          | 1    | 1      | -      | 2      |
| 4      | Südkorea            | 1    | 1      | -      | 2      |
| 6      | Deutschland         | -    | 2      | 1      | 3      |
| 7      | Kanada              | -    | 1      | 2      | 3      |
| 7      | Russland            | -    | 1      | 2      | 3      |
| 9      | Neuseeland          | -    | 1      | 1      | 2      |
| 10     | Frankreich          | -    | 1      | -      | 1      |
| 11     | Volksrepublik China | -    | -      | 1      | 1      |
| 11     | Norwegen            | -    | -      | 1      | 1      |
| Gesamt | Gesamt              | 14   | 14     | 14     | 42     |

### Medaillengewinner
Zeigt die drei Medaillengewinner der einzelnen Distanzen.

#### Frauen
| Distanz        | Gold                                                     | Silber                                       | Bronze                                                  |
| -------------- | -------------------------------------------------------- | -------------------------------------------- | ------------------------------------------------------- |
| 500 Meter      | Nao Kodaira                                              | Lee Sang-hwa                                 | Yu Jing                                                 |
| 1000 Meter     | Heather Bergsma                                          | Nao Kodaira                                  | Jorien ter Mors                                         |
| 1500 Meter     | Heather Bergsma                                          | Ireen Wüst                                   | Miho Takagi                                             |
| 3000 Meter     | Ireen Wüst                                               | Martina Sáblíková                            | Antoinette de Jong                                      |
| 5000 Meter     | Martina Sáblíková                                        | Claudia Pechstein                            | Ivanie Blondin                                          |
| Massenstart    | Kim Bo-reum                                              | Nana Takagi                                  | Heather Bergsma                                         |
| Teamverfolgung | NiederlandeAntoinette de Jong Marrit Leenstra Ireen Wüst | JapanMisaki Oshigiri Miho Takagi Nana Takagi | RusslandOlga Graf Jekaterina Schichowa Natalja Woronina |

#### Männer
| Distanz        | Gold                                                     | Silber                                         | Bronze                                                              |
| -------------- | -------------------------------------------------------- | ---------------------------------------------- | ------------------------------------------------------------------- |
| 500 Meter      | Jan Smeekens                                             | Nico Ihle                                      | Ruslan Muraschow                                                    |
| 1000 Meter     | Kjeld Nuis                                               | Vincent De Haître                              | Kai Verbij                                                          |
| 1500 Meter     | Kjeld Nuis                                               | Denis Juskow                                   | Sven Kramer                                                         |
| 5000 Meter     | Sven Kramer                                              | Jorrit Bergsma                                 | Peter Michael                                                       |
| 10.000 Meter   | Sven Kramer                                              | Jorrit Bergsma                                 | Patrick Beckert                                                     |
| Massenstart    | Joey Mantia                                              | Alexis Contin                                  | Olivier Jean                                                        |
| Teamverfolgung | NiederlandeJorrit Bergsma Jan Blokhuijsen Douwe de Vries | NeuseelandShane Dobbin Reyon Kay Peter Michael | NorwegenSindre Henriksen Simen Spieler Nilsen Sverre Lunde Pedersen |

## Ergebnisse

### Frauen

#### 500 Meter
| Platz | Name              | Land                | Zeit    |
| ----- | ----------------- | ------------------- | ------- |
| 1     | Nao Kodaira       | Japan               | 37,13 s |
| 2     | Lee Sang-hwa      | Südkorea            | 37,48 s |
| 3     | Yu Jing           | Volksrepublik China | 37,57 s |
| 4     | Karolína Erbanová | Tschechien          | 37,80 s |
| 5     | Heather McLean    | Kanada              | 37,86 s |
| 6     | Marsha Hudey      | Kanada              | 37,89 s |
| 7     | Zhang Hong        | Volksrepublik China | 37,93 s |
| 8     | Heather Bergsma   | Vereinigte Staaten  | 37,93 s |
| 9     | Jorien ter Mors   | Niederlande         | 37,97 s |
| 10    | Arisa Gō          | Japan               | 38,00 s |

#### 1000 Meter
| Platz | Name                  | Land                | Zeit        |
| ----- | --------------------- | ------------------- | ----------- |
| 1     | Heather Bergsma       | Vereinigte Staaten  | 1:13,94 min |
| 2     | Nao Kodaira           | Japan               | 1:14,43 min |
| 3     | Jorien ter Mors       | Niederlande         | 1:14,66 min |
| 4     | Marrit Leenstra       | Niederlande         | 1:15,06 min |
| 5     | Karolína Erbanová     | Tschechien          | 1:15,14 min |
| 6     | Miho Takagi           | Japan               | 1:15,47 min |
| 7     | Zhang Hong            | Volksrepublik China | 1:15,58 min |
| 8     | Hege Bøkko            | Norwegen            | 1:15,58 min |
| 9     | Jekaterina Lobyschewa | Russland            | 1:16,00 min |
| 10    | Yu Jing               | Volksrepublik China | 1:16,01 min |

#### 1500 Meter
| Platz | Name                     | Land               | Zeit        |
| ----- | ------------------------ | ------------------ | ----------- |
| 1     | Heather Bergsma          | Vereinigte Staaten | 1:54,08 min |
| 2     | Ireen Wüst               | Niederlande        | 1:54,19 min |
| 3     | Miho Takagi              | Japan              | 1:55,12 min |
| 4     | Marrit Leenstra          | Niederlande        | 1:55,85 min |
| 5     | Jorien ter Mors          | Niederlande        | 1:56,18 min |
| 6     | Martina Sáblíková        | Tschechien         | 1:56,20 min |
| 7     | Olga Graf                | Russland           | 1:57,43 min |
| 8     | Katarzyna Bachleda-Curuś | Polen              | 1:57,51 min |
| 9     | Jekaterina Schichowa     | Russland           | 1:57,73 min |
| 10    | Natalia Czerwonka        | Polen              | 1:57,87 min |

#### 3000 Meter
| Platz | Name               | Land        | Zeit        |
| ----- | ------------------ | ----------- | ----------- |
| 1     | Ireen Wüst         | Niederlande | 3:59,05 min |
| 2     | Martina Sáblíková  | Tschechien  | 3:59,65 min |
| 3     | Antoinette de Jong | Niederlande | 4:01,99 min |
| 4     | Ivanie Blondin     | Kanada      | 4:02,45 min |
| 5     | Yvonne Nauta       | Niederlande | 4:02,56 min |
| 6     | Kim Bo-reum        | Südkorea    | 4:03,85 min |
| 7     | Olga Graf          | Russland    | 4:04,45 min |
| 8     | Miho Takagi        | Japan       | 4:04,50 min |
| 9     | Isabelle Weidemann | Kanada      | 4:04,54 min |
| 10    | Natalja Woronina   | Russland    | 4:05,00 min |

#### 5000 Meter
| Platz | Name               | Land        | Zeit        |
| ----- | ------------------ | ----------- | ----------- |
| 1     | Martina Sáblíková  | Tschechien  | 6:52,38 min |
| 2     | Claudia Pechstein  | Deutschland | 6:53,93 min |
| 3     | Ivanie Blondin     | Kanada      | 6:57,14 min |
| 4     | Anna Jurakowa      | Russland    | 6:57,27 min |
| 5     | Antoinette de Jong | Niederlande | 6:59,33 min |
| 6     | Isabelle Weidemann | Kanada      | 6:59,75 min |
| 7     | Carien Kleibeuker  | Niederlande | 6:59,79 min |
| 8     | Bente Kraus        | Deutschland | 7:00,62 min |
| 9     | Natalja Woronina   | Russland    | 7:02,94 min |
| 10    | Maryna Sujewa      | Belarus     | 7:03,40 min |

#### Massenstart
| Platz | Name                   | Land                |
| ----- | ---------------------- | ------------------- |
| 1     | Kim Bo-reum            | Südkorea            |
| 2     | Nana Takagi            | Japan               |
| 3     | Heather Bergsma        | Vereinigte Staaten  |
| 4     | Francesca Lollobrigida | Italien             |
| 5     | Guo Dan                | Volksrepublik China |
| 6     | Maryna Sujewa          | Belarus             |
| 7     | Luiza Złotkowska       | Polen               |
| 8     | Elena Møller Rigas     | Dänemark            |
| 9     | Vanessa Herzog         | Österreich          |
| 10    | Ivanie Blondin         | Kanada              |

#### Teamwettbewerb
| Platz | Name                                                         | Land               | Zeit        |
| ----- | ------------------------------------------------------------ | ------------------ | ----------- |
| 1     | Antoinette de Jong Marrit Leenstra Ireen Wüst                | Niederlande        | 2:55,85 min |
| 2     | Misaki Oshigiri Miho Takagi Nana Takagi                      | Japan              | 2:56,50 min |
| 3     | Olga Graf Jekaterina Schichowa Natalja Woronina              | Russland           | 3:00,51 min |
| 4     | Roxanne Dufter Gabriele Hirschbichler Claudia Pechstein      | Deutschland        | 3:02,88 min |
| 5     | Kim Bo-reum Ryōsuke Tsuchiya Noh Seon-yeong                  | Südkorea           | 3:02,95 min |
| 6     | Petra Acker Kelly Gunther Mia Manganello                     | Vereinigte Staaten | 3:04,01 min |
| 7     | Katarzyna Bachleda-Curuś Natalia Czerwonka Katarzyna Woźniak | Polen              | 3:04,16 min |
|       | Ivanie Blondin Brianne Tutt Isabelle Weidemann               | Kanada             | DNF         |

### Männer

#### 500 Meter
| Platz | Name                        | Land                | Zeit    |
| ----- | --------------------------- | ------------------- | ------- |
| 1     | Jan Smeekens                | Niederlande         | 34,58 s |
| 2     | Nico Ihle                   | Deutschland         | 34,66 s |
| 3     | Ruslan Muraschow            | Russland            | 34,76 s |
| 4     | Mitchell Whitmore           | Vereinigte Staaten  | 34,76 s |
| 5     | Ronald Mulder               | Niederlande         | 34,85 s |
| 6     | Tsubasa Hasegawa            | Japan               | 34,87 s |
| 7     | Håvard Holmefjord Lorentzen | Norwegen            | 34,88 s |
| 8     | Jōji Katō                   | Japan               | 34,91 s |
| 9     | Laurent Dubreuil            | Kanada              | 34,94 s |
| 10    | Gao Tingyu                  | Volksrepublik China | 34,97 s |

#### 1000 Meter
| Platz | Name                        | Land               | Zeit        |
| ----- | --------------------------- | ------------------ | ----------- |
| 1     | Kjeld Nuis                  | Niederlande        | 1:08,26 min |
| 2     | Vincent De Haître           | Kanada             | 1:08,54 min |
| 3     | Kai Verbij                  | Niederlande        | 1:08,78 min |
| 4     | Nico Ihle                   | Deutschland        | 1:08,89 min |
| 5     | Shani Davis                 | Vereinigte Staaten | 1:08,98 min |
| 6     | Håvard Holmefjord Lorentzen | Norwegen           | 1:09,12 min |
| 7     | Denis Juskow                | Russland           | 1:09,19 min |
| 8     | Laurent Dubreuil            | Kanada             | 1:09,43 min |
| 9     | Alexei Jessin               | Russland           | 1:09,48 min |
| 10    | Joey Mantia                 | Vereinigte Staaten | 1:09,53 min |

#### 1500 Meter
| Platz | Name                | Land               | Zeit        |
| ----- | ------------------- | ------------------ | ----------- |
| 1     | Kjeld Nuis          | Niederlande        | 1:44,36 min |
| 2     | Denis Juskow        | Russland           | 1:44,67 min |
| 3     | Sven Kramer         | Niederlande        | 1:45,50 min |
| 4     | Vincent De Haître   | Kanada             | 1:45,79 min |
| 5     | Kim Min-seok        | Südkorea           | 1:46,05 min |
| 6     | Patrick Roest       | Niederlande        | 1:46,16 min |
| 7     | Joey Mantia         | Vereinigte Staaten | 1:46,70 min |
| 8     | Jan Szymański       | Polen              | 1:46,74 min |
| 9     | Bart Swings         | Belgien            | 1:46,75 min |
| 10    | Konrad Niedźwiedzki | Polen              | 1:46,78 min |

#### 5000 Meter
| Platz | Name                  | Land        | Zeit        |
| ----- | --------------------- | ----------- | ----------- |
| 1     | Sven Kramer           | Niederlande | 6:06,82 min |
| 2     | Jorrit Bergsma        | Niederlande | 6:09,33 min |
| 3     | Peter Michael         | Neuseeland  | 6:11,67 min |
| 4     | Douwe de Vries        | Niederlande | 6:13,70 min |
| 5     | Ted-Jan Bloemen       | Kanada      | 6:14,73 min |
| 6     | Sverre Lunde Pedersen | Norwegen    | 6:15,77 min |
| 7     | Patrick Beckert       | Deutschland | 6:16,52 min |
| 8     | Jordan Belchos        | Kanada      | 6:16,92 min |
| 9     | Bart Swings           | Belgien     | 6:17,20 min |
| 10    | Alexis Contin         | Frankreich  | 6:18,87 min |

#### 10.000 Meter
| Platz | Name              | Land        | Zeit         |
| ----- | ----------------- | ----------- | ------------ |
| 1     | Sven Kramer       | Niederlande | 12:38,89 min |
| 2     | Jorrit Bergsma    | Niederlande | 12:43,95 min |
| 3     | Patrick Beckert   | Deutschland | 12:52,76 min |
| 4     | Ted-Jan Bloemen   | Kanada      | 12:54,63 min |
| 5     | Davide Ghiotto    | Italien     | 13:01,38 min |
| 6     | Jordan Belchos    | Kanada      | 13:01,40 min |
| 7     | Ryōsuke Tsuchiya  | Japan       | 13:11,94 min |
| 8     | Nils van der Poel | Schweden    | 13:14,84 min |
| 9     | Moritz Geisreiter | Deutschland | 13:23,15 min |
| 10    | Danila Semerikow  | Russland    | 13:34,99 min |

#### Massenstart
| Platz | Name             | Land               |
| ----- | ---------------- | ------------------ |
| 1     | Joey Mantia      | Vereinigte Staaten |
| 2     | Alexis Contin    | Frankreich         |
| 3     | Olivier Jean     | Kanada             |
| 4     | Vitaly Mikhailov | Belarus            |
| 5     | Armin Hager      | Österreich         |
| 6     | Roland Cieślak   | Polen              |
| 7     | Gary Hekman      | Niederlande        |
| 8     | Bart Swings      | Belgien            |
| 9     | Shane Williamson | Japan              |
| 10    | Fabio Francolini | Italien            |

#### Teamwettbewerb
| Platz | Name                                                        | Land        | Zeit        |
| ----- | ----------------------------------------------------------- | ----------- | ----------- |
| 1     | Jorrit Bergsma Jan Blokhuijsen Douwe de Vries               | Niederlande | 3:40,66 min |
| 2     | Shane Dobbin Reyon Kay Peter Michael                        | Neuseeland  | 3:41,08 min |
| 3     | Sindre Henriksen Simen Spieler Nilsen Sverre Lunde Pedersen | Norwegen    | 3:41,60 min |
| 4     | Jordan Belchos Ted-Jan Bloemen Benjamin Donnelly            | Kanada      | 3:41,66 min |
| 5     | Shota Nakamura Ryōsuke Tsuchiya Shane Williamson            | Japan       | 3:42,77 min |
| 6     | Andrea Giovannini Michele Malfatti Nicola Tumolero          | Italien     | 3:43,72 min |
| 7     | Zbigniew Bródka Konrad Niedźwiedzki Jan Szymański           | Polen       | 3:44,79 min |
|       | Joo Hyong-jun Kim Min-seok Lee Seung-hoon                   | Südkorea    | DNF         |